# Список міністрів вугільної промисловості України
Список осіб, що керували Міністерством вугільної промисловості України / УРСР з 1954 року.

## Міністри вугільної промисловості УРСР
| № | Час повноважень                 | Портрет | Ім'я                         |
| 1 | 18 червня 1954 — січень 1955    |         | Поченков Кіндрат Іванович    |
| 2 | січень 1955 — 8 серпня 1956     |         | Кузьмич Антон Савич          |
| 3 | 8 серпня 1956 — травень 1957    |         | Засядько Олександр Федорович |
|   | 1957 — 23 жовтня 1965           |         | -                            |
| 4 | 23 жовтня 1965 — 4 квітня 1974  |         | Худосовцев Микола Михайлович |
| 5 | 4 квітня 1974 — 13 грудня 1978  |         | Колесов Орест Андрійович     |
| 6 | 13 грудня 1978 — 22 жовтня 1985 |         | Гринько Микола Костянтинович |
| 7 | 22 жовтня 1985 — 9 вересня 1987 |         | Сургай Микола Сафонович      |
|   | вересень 1987 — 24 серпня 1991  |         | -                            |

## Міністри вугільної промисловості України
| № | Час повноважень                    | Портрет | Ім'я                        |
|   | 24 серпня 1991 — 10 листопада 1994 |         | -                           |
| 1 | 10 листопада 1994 — 1 грудня 1995  |         | Полтавець Віктор Іванович   |
| 2 | 1 грудня 1995 — 18 липня 1996      |         | Поляков Сергій Васильович   |
| 3 | 5 вересня 1996 — 25 липня 1997     |         | Русанцов Юрій Олександрович |
| 4 | 25 липня 1997 — 27 травня 1998     |         | Янко Станіслав Васильович   |
| 5 | 3 червня 1998 — 15 грудня 1999     |         | Тулуб Сергій Борисович      |
|   | 15 грудня 1999 — 25 липня 2005     |         | -                           |
| 6 | 18 серпня 2005 — 4 серпня 2006     |         | Тополов Віктор Семенович    |
| 7 | 4 серпня 2006 — 18 грудня 2007     |         | Тулуб Сергій Борисович      |
| 8 | 18 грудня 2007 — 11 березня 2010   |         | Полтавець Віктор Іванович   |
| 9 | 11 березня 2010 — 9 грудня 2010    |         | Ященко Юрій Петрович        |

9 грудня 2010 року шляхом реорганізації Міністерства палива та енергетики України та Міністерства вугільної промисловості України утворене Міністерство енергетики та вугільної промисловості України.